# Caesalpinia rostrata
Caesalpinia rostrata är en ärtväxtart som beskrevs av Nicholas Edward Brown. Caesalpinia rostrata ingår i släktet Caesalpinia och familjen ärtväxter. Inga underarter finns listade i Catalogue of Life.